# Викторенко, Владимир Иосифович
Влади́мир Ио́сифович Викторе́нко (27 февраля 1919, дер. Соловьёвка, Смоленская губерния — 6 февраля 1945, у с. Целлин, округ Франкфурт) — участник Великой Отечественной войны, командир огневого взвода 1137-го лёгкого артиллерийского полка 169-й лёгкой артиллерийской бригады (14-я артиллерийская дивизия, 6-й артиллерийский корпус прорыва, 5-я ударная армия, 1-й Белорусский фронт), младший лейтенант. Герой Советского Союза (31 мая 1945, посмертно).

## Биография
Родился 27 февраля 1919 года в дер. Соловьёвка (ныне — в Смоленской области) в русской крестьянской семье.
С 1933 года жил в Москве. Окончил 7 классов, работал слесарем-лекальщиком на заводе сантехнического оборудования (ныне ликвидирован).
В 1939 году призван в Красную Армию Ленинградским райвоенкоматом города Москвы. Служил в артиллерийских частях. С 1941 года — в боях Великой Отечественной войны: на Центральном (1941) и Южном (1942—1943) фронтах. Член ВКП(б) с 1942 года. В 1944 году окончил артиллерийское училище. С 1944 года воевал на 1-м Белорусском фронте.
Будучи командиром огневого взвода 1137-го лёгкого артиллерийского полка 169-й легкой артиллерийской бригады (14-я артиллерийская дивизия, 6-й артиллерийский корпус прорыва, 5-я ударная армия), в январе-феврале 1945 года отличился в Висло-Одерской наступательной операции и в боях при форсировании р. Одер:
- 14 января на Магнушевском плацдарме вывел свой взвод на прямую наводку и подавил немецкую артиллерию;
- 3 февраля первым в полку форсировал Одер в районе населённого пункта Целлин[пол.] в 25 км северо-западнее Кюстрина; вместе с передовыми отрядами пехоты переправил орудия на левый берег;
- 6 февраля отразил 8 вражеских контратак; заменив погибшего наводчика, лично подбил 2 танка и бронетранспортёр; при прорыве немецкой пехоты к позициям вступил в рукопашный бой, в котором погиб.

Похоронен в братской могиле в 2 км от Челина, Польша.

## Награды
- орден Красной Звезды (23.01.1945)[5][4][8]
- Звание Героя Советского Союза (медаль «Золотая Звезда» и орден Ленина) присвоено посмертно Указом Президиума Верховного Совета СССР 31 мая 1945 года — за образцовое выполнение боевых заданий командования на фронте борьбы с немецкими захватчиками и проявленные при этом отвагу и геройство[5][9].

## Память

Памятная доска на доме 3 по улице Викторенко

- В 1965 году в честь В. И. Викторенко и в ознаменование 20-летия победы советского народа над гитлеровской Германией в Москве была названа улица (ранее: 1-й проезд Аэропорта)[5][10][11]. На доме № 3 установлена мемориальная доска[12], на доме № 10 — аннотационная доска[13].
- В ноябре 1976 года, в канун 35-летия разгрома немецко-фашистских войск под Москвой, на бывшем заводе сантехоборудования (улица Викторенко, д.16), где до войны работал Герой, установлен барельеф[5][14][3]. 21 июня 2018 года барельеф был переустановлен на фасад здания (1-го оперативного полка полиции ГУ МВД России по г. Москве) по адресу Викторенко, д. 10[15].
- Имя Владимира Иосифовича Викторенко увековечено на Аллее Героев в Сафонове, открытой 31 августа 2013 года[16].

## Адреса
в Москве
- Ленинградский проспект, недалеко от 1-го проезда Аэропорта (в районе станции метро «Аэропорт») — до 1939 года[3].